# أنطونيلا رينالدي
أنطونيلا رينالدي (بالإيطالية: Antonella Rinaldi)‏ هي ممثلة إيطالية، ولدت في 12 أكتوبر 1954 في روما في إيطاليا.

## وصلات خارجية
- أنطونيلا رينالدي على موقع IMDb (الإنجليزية)
- أنطونيلا رينالدي على موقع ANN person (الإنجليزية)